# Izu-Inseln

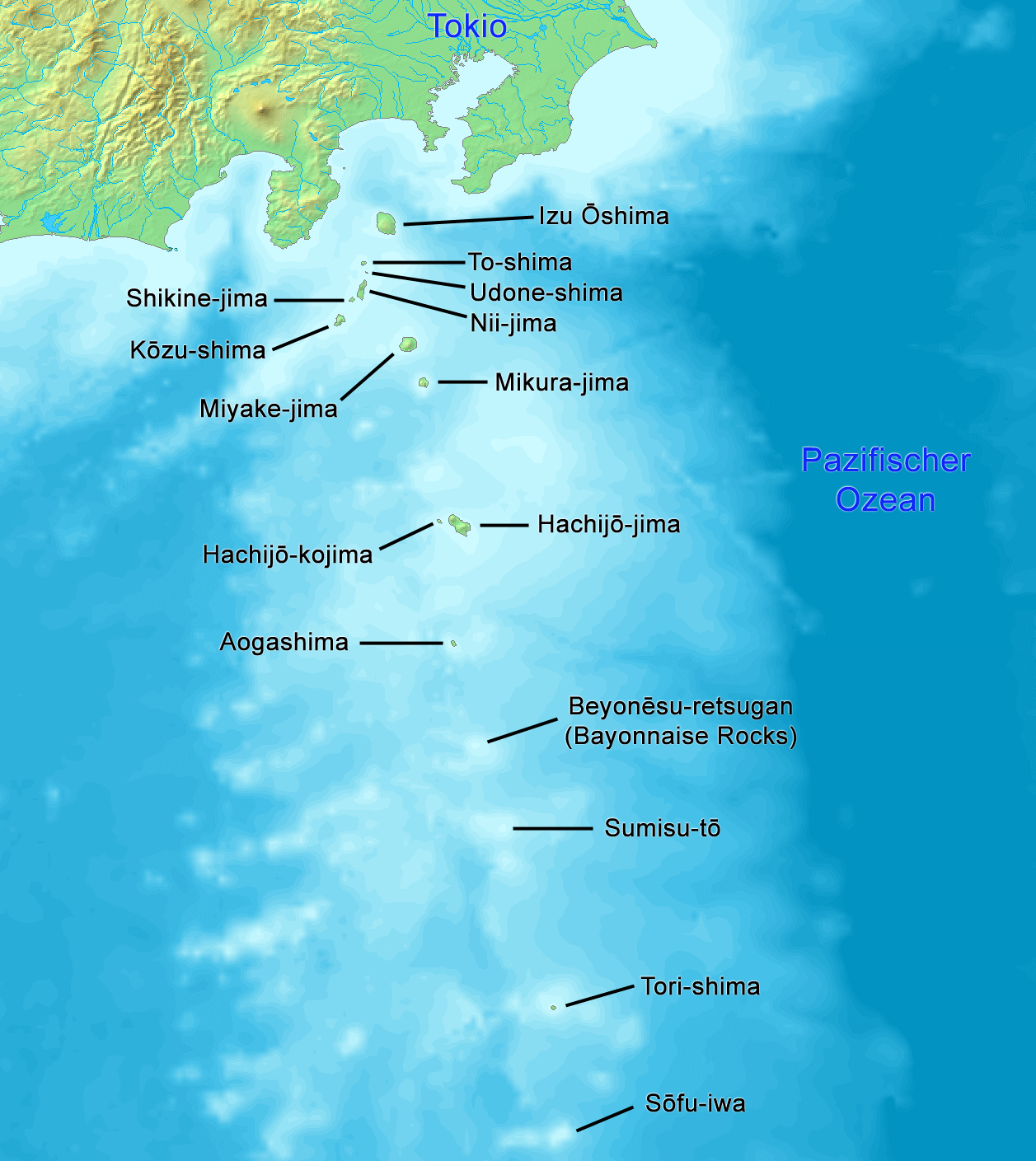
Die Izu-Inseln

Die Izu-Inseln (japanisch 伊豆諸島 Izu-shotō) sind eine Inselkette, die sich südöstlich der Izu-Halbinsel von der Insel Honshū aus in Südrichtung in den Pazifik erstreckt. Sie liegen rund 100 bis 350 km von der japanischen Hauptstadt Tōkyō entfernt und sind Teil der Präfektur Tokio.
Die Inseln sind vulkanischen Ursprungs und gehören geologisch zum Izu-Bonin-Marianen-Inselbogen. Mit den 290 km weiter südsüdöstlich gelegenen und ebenfalls zu diesem Inselbogen gehörenden Ogasawara-Inseln werden sie auch zu den „Südlichen Inseln“ (Nampō-shotō) zusammengefasst. Sie sind die nordöstliche Begrenzung der Philippinensee.
Die Izu-Inseln bilden einen Teil des Fuji-Hakone-Izu-Nationalparks und sind ein für seine Naturschönheit und für Wassersport bekanntes Erholungsgebiet des Großraumes Tōkyō. Bei schönem Wetter sind viele Ausflügler zum Baden, Tauchen, Angeln und Surfen auf den Inseln. Auf der Inselkette befinden sich unter anderem die bekanntesten und größten Brutkolonien des Japanalks, einer Vogelart aus der Familie der Alkenvögel.

## Inseln
Die Inselkette wird von folgenden Inseln gebildet:
| Bild | Name                                   | Kanji          | Fläche [km²] | Einw. 2007 | höchster Punkt [m] | Gipfel                   | Koordinaten                   |
| ---- | -------------------------------------- | -------------- | ------------ | ---------- | ------------------ | ------------------------ | ----------------------------- |
|      | Izu-Ōshima                             | 伊豆大島       | 91,06        | 8472       | 764                | Mihara                   | 34° 44′ N, 139° 24′ O         |
|      | Toshima                                | 利島           | 4,12         | 0304       | 508                | Miyatsuka                | 34° 31′ 00″ N, 139° 17′ 00″ O |
|      | Udone-shima                            | 鵜渡根島       | 0,4          | – 1)       | 0210               |                          | 34° 28′ N, 139° 18′ O         |
|      | Niijima (mit Hanshima und Jinai-tō)    | 新島           | 23,53        | 2420       | 432                | Miyatsuka                | 34° 22′ N, 139° 16′ O         |
|      | Shikine-jima                           | 式根島         | 3,9          | 0600       | 109                | Kambiki                  | 34° 19′ 30″ N, 139° 13′ 00″ O |
|      | Kōzu-shima mit Ombase-jima             | 神津島         | 18,87        | 1914       | 574                | Tenjō-zan                | 34° 13′ 00″ N, 139° 09′ 00″ O |
|      | Miyake-jima                            | 三宅島         | 55,48        | 2382       | 815                | Oyama                    | 34° 05′ 00″ N, 139° 32′ 00″ O |
|      | Ōnohara-jima                           | 大野原島       | 0,02         | –          | 114                | Koyasu                   | 34° 03′ N, 139° 23′ O         |
|      | Mikura-jima                            | 御蔵島         | 20,58        | 0313       | 851                | Oyama                    | 33° 52′ 30″ N, 139° 36′ 00″ O |
|      | Inamba-jima                            | 藺灘波島       | 0,005        | –          | 74                 |                          | 33° 39′ N, 139° 18′ O         |
|      | Hachijō-jima                           | 八丈島         | 69,54        | 8363       | 854                | Nishiyama (Hachijō-Fuji) | 33° 07′ N, 139° 47′ O         |
|      | Hachijō-kojima                         | 八丈小島       | 3,08         | – 2)       | 616,8              | Taihei-zan               | 33° 08′ N, 139° 41′ O         |
|      | Aogashima                              | 青ヶ島         | 5,98         | 0192       | 423                | Maruyama (Ō-Toppu)       | 32° 27′ 29″ N, 139° 46′ 04″ O |
|      | Bayonnaise Rocks (Bayonnaise-retsugan) | ベヨネース列岩 | 0,01         | –          | 9,9                |                          | 31° 53′ N, 139° 55′ O         |
|      | Sumisu-jima                            | 須美寿島       | 0,02         | –          | 136                |                          | 31° 26′ N, 140° 03′ O         |
|      | Torishima                              | 鳥島           | 4,79         | – 3)       | 394                | Iō-zan                   | 30° 29′ 04″ N, 140° 18′ 04″ O |
|      | Sōfugan                                | 孀婦岩         | 0,005        | –          | 99                 |                          | 29° 48′ N, 140° 21′ O         |
|      | Izu-shoto                              | 伊豆諸島       | 301,39       | 24960      | 854                | Nishiyama (Hachijō-Fuji) | 34° 44′ N, 139° 24′ O         |

Auf historischen europäischen Seekarten werden die beiden Eilande Colunas aufgeführt, die teilweise Torishima und Sōfugan identifiziert wurden.

## Bevölkerung
Izu-Ōshima, auch kurz Ōshima ist die nördlichste und größte Insel, und weist die höchste Bevölkerung aller Izu-Inseln auf. Als am nächsten an Tōkyō gelegene Insel wird sie von vielen Touristen wegen ihres zentral gelegenen, aktiven Vulkans (Mihara, 758 m) besucht. Hachijō-jima ist mit einer nur geringfügig niedrigeren Bevölkerungszahl auch nach der Fläche die zweitgrößte Insel der Inselkette.
Im Strafrecht des Tokugawa-Shogunats dienten die Inseln, insbesondere Hachijō-jima und Izu-Ōshima, als Verbannungsort für Straftäter aus Ostjapan, d. h. der Provinz Mino und östlich davon. Die Inseln wurden jedoch schon über die Jahrhunderte zuvor in dieser Funktion genutzt, so wurde z. B. 675 ein Kind Prinz Omis hierher verbannt, wie auch Minamoto no Tametomo nach der Hōgen-Rebellion 1156.
Die rund 3000 Bewohner von Miyake-jima wurden 2000 wegen eines sich ankündigenden Ausbruchs des Oyama evakuiert und kehrten im Sommer 2005 überwiegend wieder zurück.

## Verwaltungsgliederung der Inselkette
Administrative Zugehörigkeit der Inseln zu Gemeinden:
- Unterpräfektur Ōshima
  -  Ōshima: Izu-Ōshima
  - Toshima: Toshima
  - Niijima: Niijima (mit Satelliteninseln Hanshima und Jinai-tō), Shikine-jima, Udone-shima
  - Kōzushima: Kōzu-shima
- Unterpräfektur Miyake
  - Miyake: Miyake-jima und Ōnohara-jima
  - Mikurajima: Mikura-jima und Inamba-jima
- Unterpräfektur Hachijō
  -  Hachijō: Hachijō-jima und Hachijō-kojima
  -  Aogashima: Aogashima
  - Gemeindefreies Gebiet (de facto): Bayonnaise Rocks, Sumisu-tō, Torishima und Sōfugan

Für die Bayonnaise Rocks, Sumisu-tō, Torishima und Sōfugan ist unentschieden ob sie der Gemeinde Hachijō oder Aogashima zugeschlagen werden sollen, womit sie de facto gemeindefrei sind.